# Alessandro Cruto
Alessandro Cruto (Piossasco, 18 marzo 1847 – Torino, 15 dicembre 1908) è stato un inventore e imprenditore italiano.
Completò l'invenzione della sua lampada a incandescenza  cinque mesi dopo Thomas Edison.

## Biografia

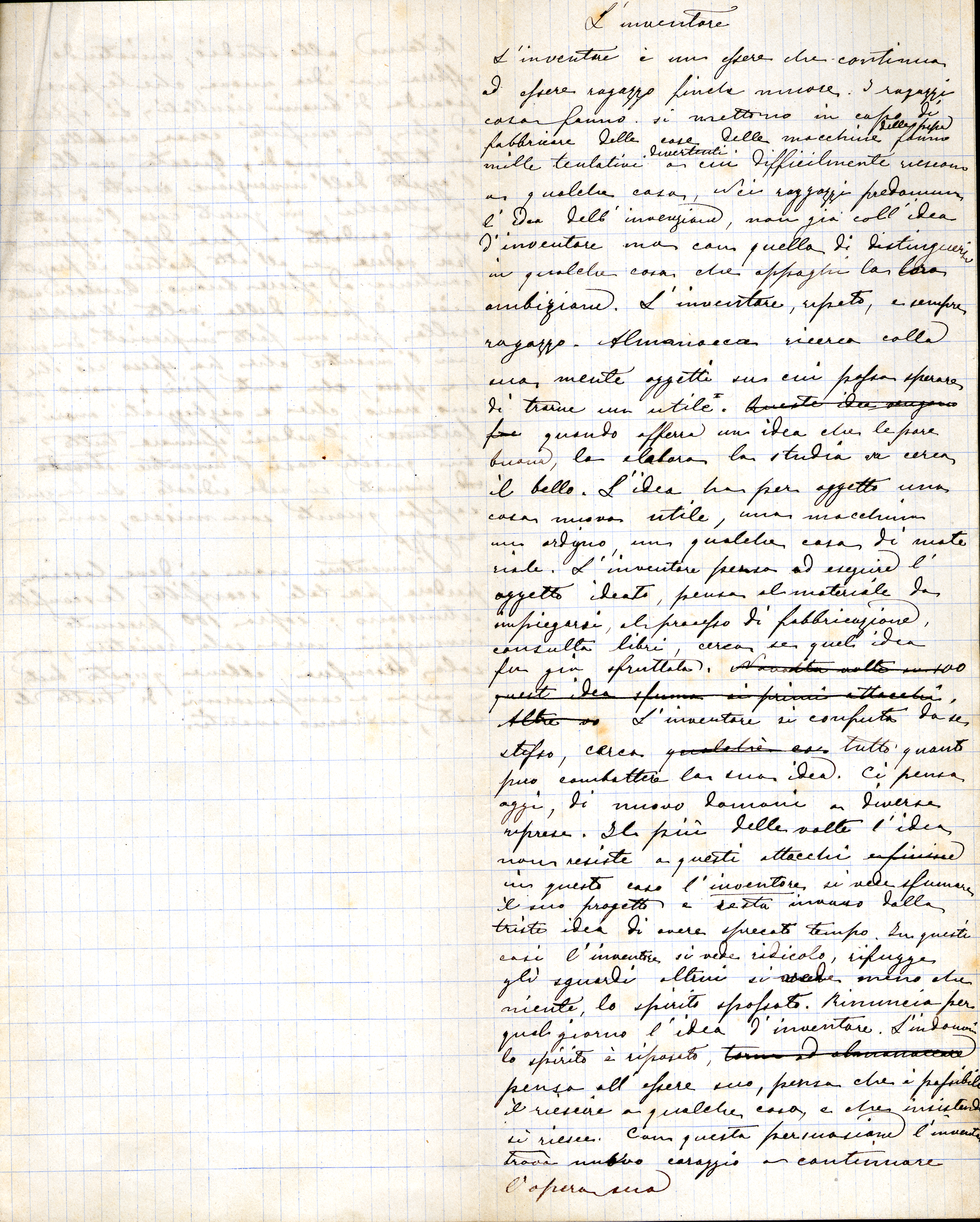
Prima pagina del manoscritto di Alessandro Cruto "L'inventore"

Noto anche come "Tasso", figlio di un modesto capomastro, nacque a Piossasco; si iscrisse ad una scuola di architettura, seguendo nel contempo le lezioni di Fisica sperimentale e di Chimica presso la Regia Università di Torino, perseguendo il sogno di cristallizzare il carbonio per ottenere diamanti.
Costretto dalle ristrettezze economiche della famiglia, seguì il padre nel lavoro edile svolgendo il ruolo di capomastro, ma non rinunciò ai suoi studi e riuscì anche ad aprire un laboratorio nel paese natale nel 1872, dove effettuò test di produzione di carbonio puro dall'etilene in fase gassosa (risultato che raggiunse nel 1874 nella forma di sottili guaine di grafite, sebbene il suo scopo iniziale fosse quello di riuscire ad ottenere dei diamanti).
Dopo aver assistito ad una serie di conferenze tenute da Galileo Ferraris sui progressi dell'elettrotecnica e sugli esperimenti compiuti da Thomas Edison, tesi alla ricerca di un filamento adatto per la sua lampada elettrica, inventò con pochi mezzi un filamento di grafite adatto per le lampade elettriche ad incandescenza con un coefficiente di resistività positivo (che aumenta, cioè, con l'aumento della temperatura).
Il filamento di Cruto è preparato per deposizione di grafite su un sottile filo di platino in atmosfera di idrocarburi; volatilizzato il platino ad alta temperatura, rimane il filamento di grafite purissima. Cruto intuì che la sua scoperta avrebbe potuto essere utilizzata per i filamenti delle lampadine elettriche in sostituzione di quelle in bambù carbonizzato. Con l'autorizzazione del professor Andrea Naccari sperimentò nel 1880 la sua invenzione nel laboratorio di fisica dell'Università di Torino. Raggiunse l'obiettivo di produrre una lampadina funzionante il 4 marzo 1880, cinque mesi dopo Edison, cui è riconosciuta l'invenzione della lampada ad incandescenza, sebbene allo scienziato statunitense siano occorsi poi altri otto anni per ottenere un prodotto commercialmente valido.

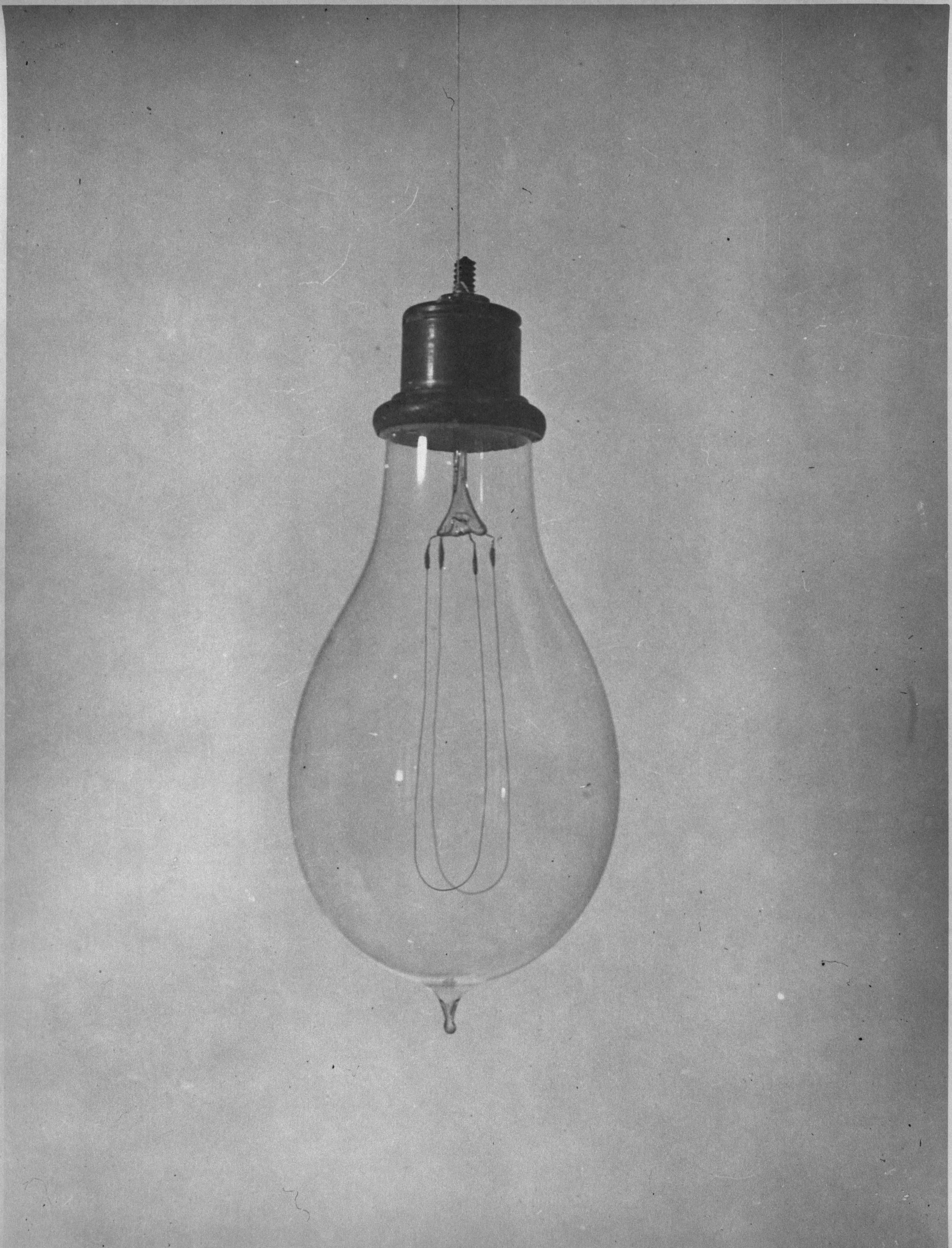
Lampadina Cruto

Nel 1882 partecipò all'Esposizione di Elettricità di Monaco di Baviera, dove riscosse un enorme successo per la sua lampadina, il cui rendimento era maggiore rispetto a quella di Edison ed emetteva una luce più bianca di quella giallastra di Edison, successo confermato all'Esposizione Nazionale di Torino del 1884, tanto che Cruto riuscì a vendere il progetto in Francia, Svizzera, Cuba e Stati Uniti.

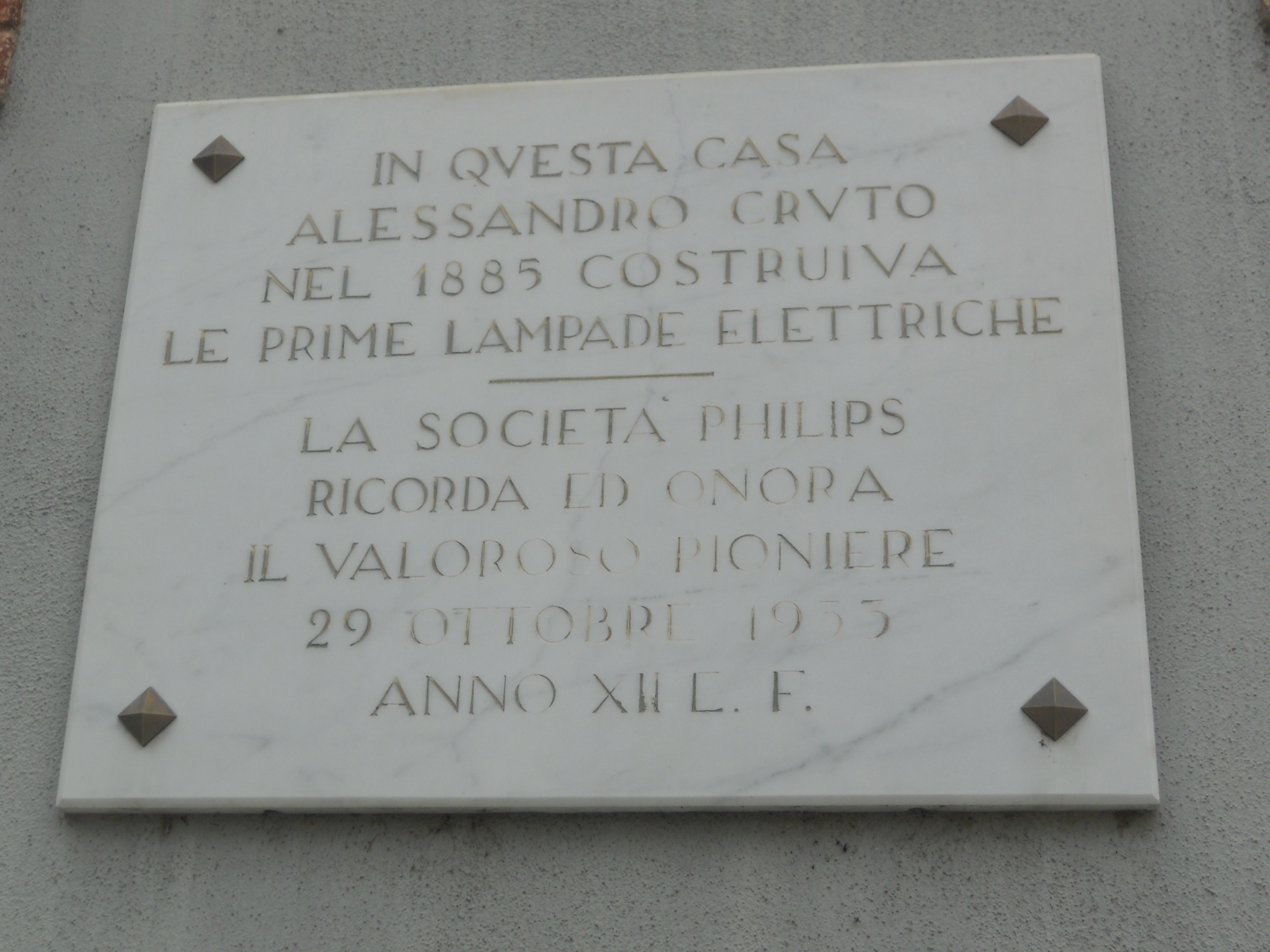
Targa dedicata ad Alessandro Cruto ad Alpignano

Visto l'enorme successo e l'inadeguatezza del vecchio laboratorio trasformato in fabbrica a Piossasco, decise di trasferire l'attività in un luogo più idoneo. Questo fu trovato ad Alpignano, sulla sponda meridionale della Dora Riparia, dove impiantò nel 1886 (altre fonti indicano il 1885) una fabbrica per la produzione su scala internazionale delle lampadine da lui inventate e ne mantenne la direzione fino al 1889.

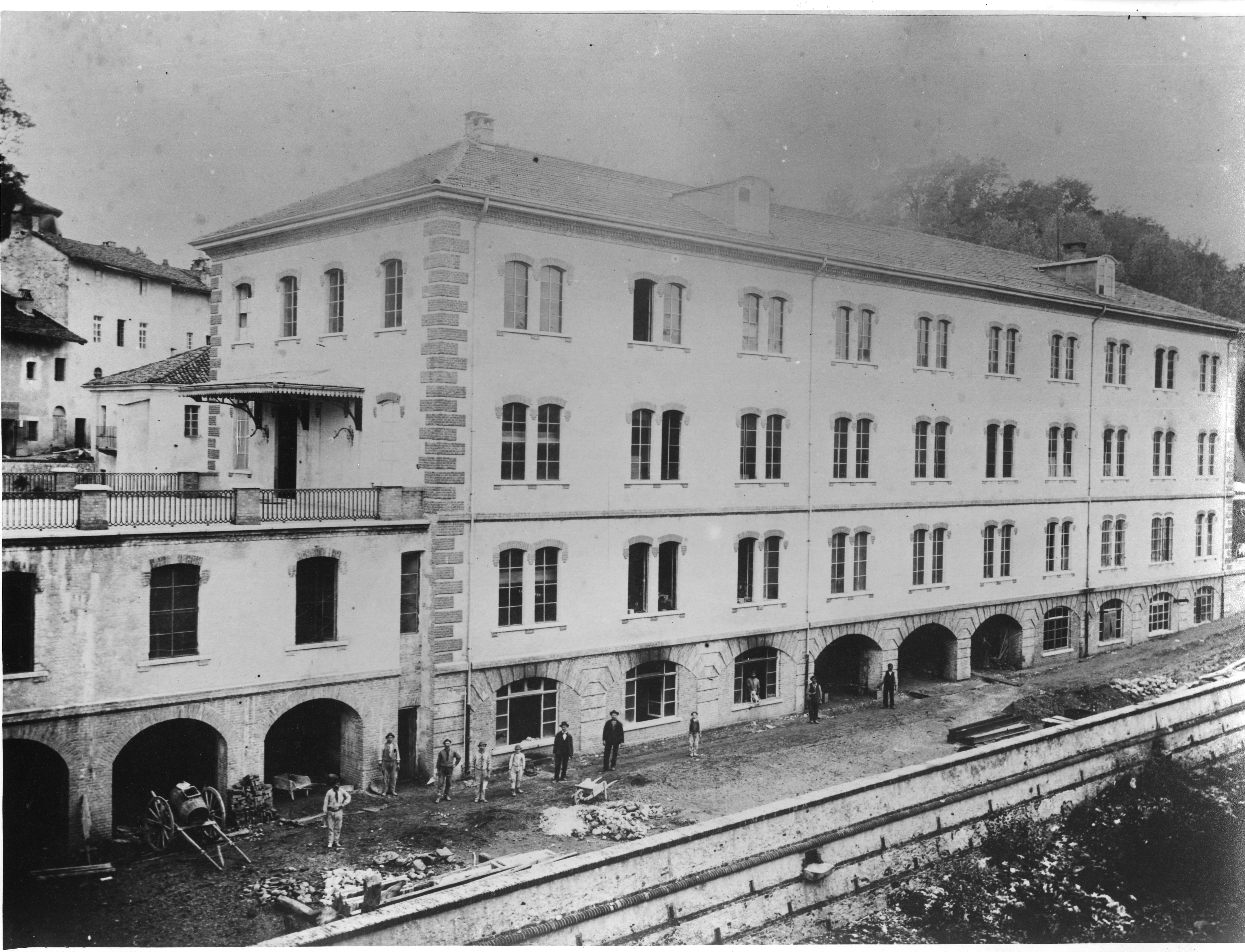
Lo stabilimento di Alpignano alla fine dell'Ottocento

L'azienda fu in grado di raggiungere una produzione quotidiana di 1000 lampade, ma questo fatto non riuscì a lenire i forti contrasti fra Cruto e la direzione della società, dalla quale decise infine di licenziarsi per riprendere la sua passione d'inventore.
L'industria, in seguito a numerosi passaggi di proprietà e un fallimento, venne rilevata dalla Philips nel 1927.

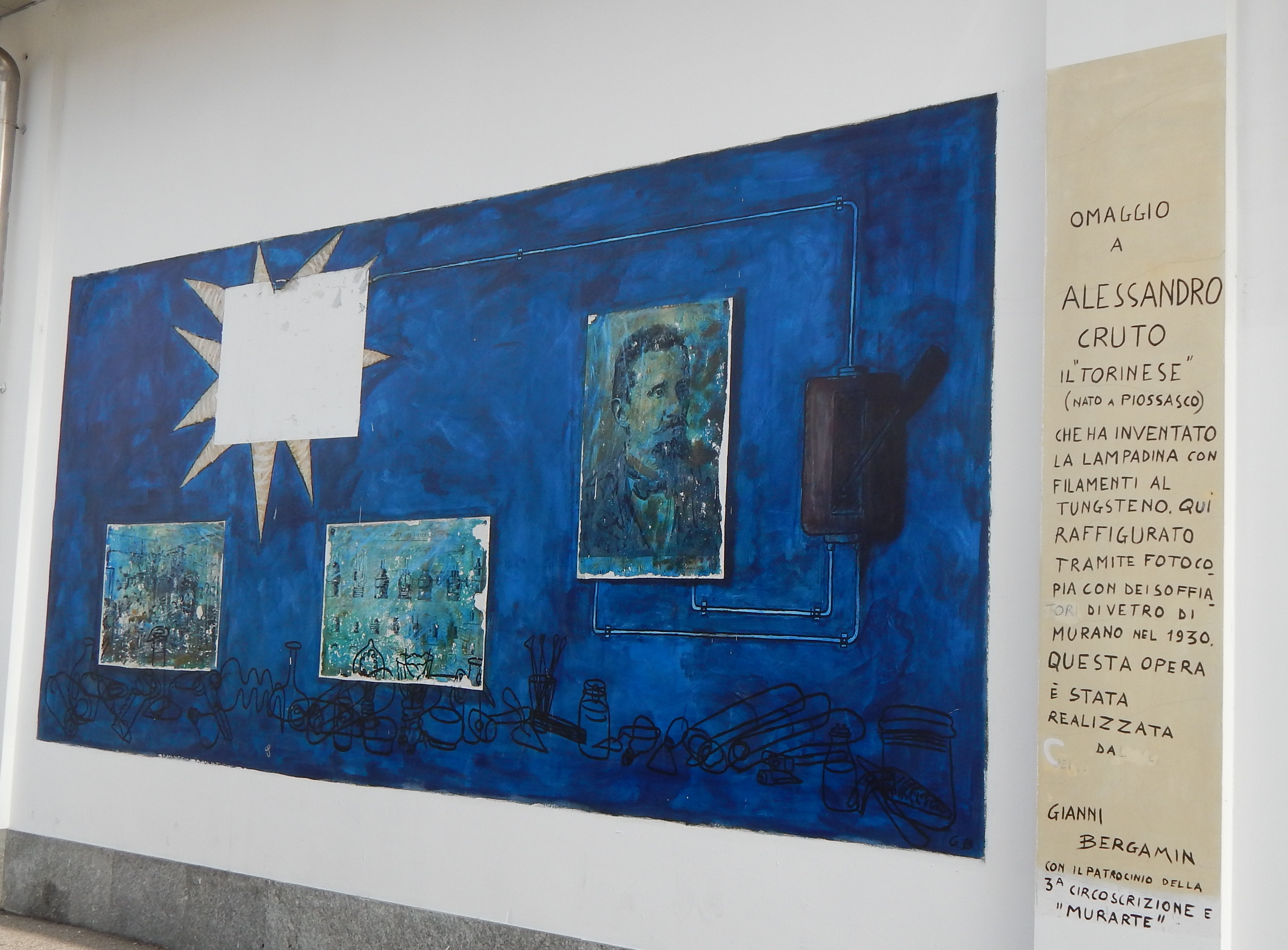
Il murale dedicato ad Alessandro Cruto a Torino in Borgata Lesna

Cruto si sposò in tarda età e trascorse l'ultimo periodo di vita oscillando tra la famiglia e il vecchio laboratorio; continuò i suoi esperimenti, come quello per immagazzinare energia atmosferica oppure la creazione di un giocattolo denominato "mosca elettrica".
Alessandro Cruto morì nel 1908, pressoché dimenticato da tutti.

## Memoria
- Presso il Museo della scienza e della tecnologia Leonardo da Vinci di Milano sono conservati disegni, appunti e scritti di Alessandro Cruto, donati dalla figlia negli anni cinquanta del Novecento insieme a oggetti vari.[4]
- L'Ecomuseo di Alpignano, intitolato allo scienziato, conserva diversi oggetti relativi ai suoi esperimenti.
- La città di Torino gli ha intitolato una via nel quartiere Barriera di Milano ed un murale nella Borgata Lesna
- Gli è stata intitolata la scuola media di Piossasco, suo paese natale.
- Gli sono state intitolate una via ad Orbassano, davanti alla scuola media “Leonardo da Vinci”, una via ad Alpignano, dove impiantò la sua fabbrica di lampadine, una via a Roma nel quartiere Portuense, vicino al Lungotevere degli Inventori, ed un'altra ancora a Pisa, nel quartiere Porta a mare.